# يانصيب

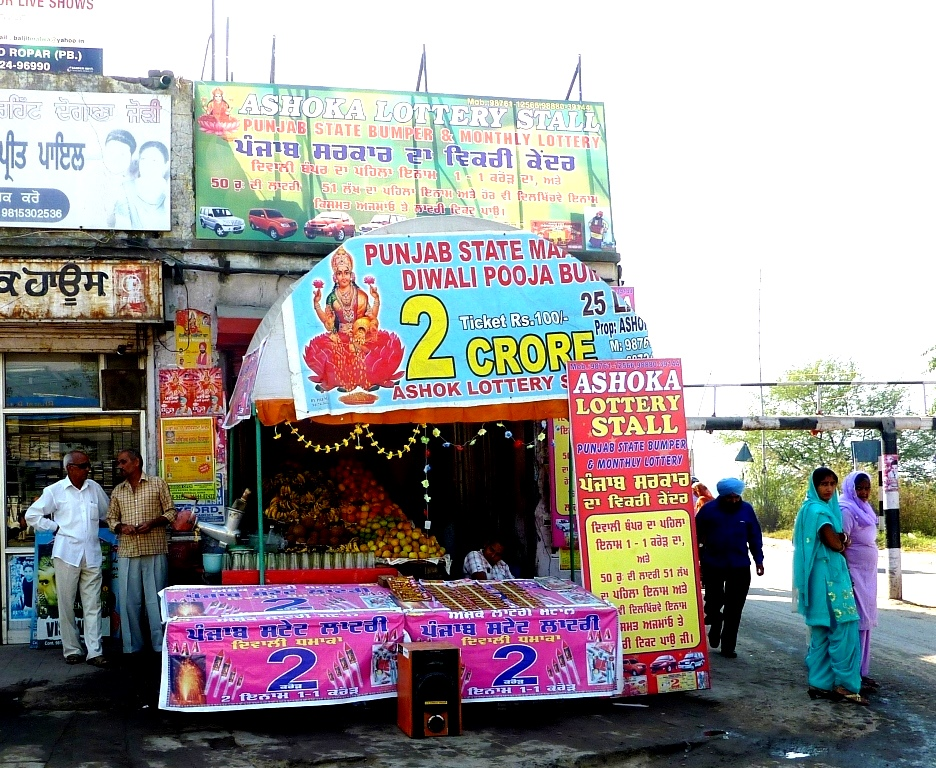
تذاكر اليانصيب للبيع، روبار، الهند. 2019

اليانصيب هي مسابقة يشتري فيها الناس تذاكر لكسب مبالغ كبيرة من المال. في معظم أنواع اليانصيب يشتري الناس تذاكر مرقمة من بائعين معتمدين، أو من آلات بيع التذاكر، ويتم تحديد الأرقام الفائزة في سحب عام يتم بطريقة عشوائية. وتقوم دول كثيرة بإصدار يانصيب قومي وسيلة لزيادة دخلها. على سبيل المثال، نجد في الولايات المتحدة نحو 30 ولاية، فضلاً عن واشنطن جميعها تتعامل باليانصيب، حيث تضاف الحصيلة إلى ما يجمع من ضرائب.

## الاحتيال عبر الإنترنت
اشتهرت فكرة اليانصيب في الاونة الأخيرة وأصبح متداولة عبر الإنترنت. المشكلة هي أنه تم استغلال هذه الفكرة في عمليات الاحتيال بحجة اليانصيب عن طريق إرسال رسائل بالبريد الاكتروني للاخرين وإيهامهم بالفوز في اليانصيب وبمبالغ خيالية تجعل المتلقي يدلي بمعلوماته أحيانا دون انتباه.

## إنظر أيضا
- الاحتيال عبر الإنترنت
- يانصيب البطاقة الخضراء